# Università Kristal
L'Università Kristal (albanese: Universiteti Kristal) è stata un'università privata albanese. 

## Storia
L'università Kristal fu istituita nel 2005 e disponeva di quattro campus: Tirana, Coriza, Fier e Kukës. L'ateneo era dotato di sei facoltà e i propri programmi universitari erano basati sulla Dichiarazione di Bologna con il sistema 3+2 e 5 anni nel sistema integrato. Nel 2012, assieme ad altre sedici università private ed alle sedi distaccate di sei atenei pubblici, aveva avuto la sospensione della licenza per almeno un anno, in seguito a un provvedimento del governo di Edi Rama. L'8 agosto 2014, cessò ufficialmente ogni attività.

## Struttura
L'ateneo era organizzato nelle seguenti facoltà:
- Economia aziendale
- Elettronica
- Farmacia e odontoiatria
- Giurisprudenza
- Infermieristica
- Scienze politiche

## Il ritiro della licenza universitaria
Le vicende legate a Renzo Bossi spinsero il governo di Sali Berisha il 24 maggio 2012 a togliere la licenza universitaria per almeno un anno finché l'ateneo non avesse dimostrato serietà scientifica. Il 4 agosto 2014 l'università chiuse definitivamente.